# Чемпионат Уругвая по баскетболу
Чемпионат Уругвая по баскетболу (исп. Liga Uruguaya de Basketball) — турнир среди уругвайских баскетбольных мужских команд.

## Список чемпионов
Чемпионат Первого дивизиона (Campeonato Primera División).
- 1915 АКХ Монтевидео (1)
- 1916 Пласа Депортес № 3 (1)
- 1917 АУС Монтевидео (1)
- 1918 Спортинг Уругвай / Атенас

Национальный чемпионат (Campeonato Nacional).
- 1919 Клуб Атлетико Атенас
- 1920 Клуб Атлетико Атенас
- 1921 Клуб Атлетико Атенас
- 1922 Спортинг Монтевидео
- 1923 Клуб Атлетико Олимпия
- 1924 Спортинг Монтевидео
- 1925 Клуб Унион Атлетика (1)

Федеральный чемпионат (Campeonato Federal).
- 1926 Спортинг Монтевидео
- 1927 Спортинг Монтевидео
- 1928 Клуб Атлетико Олимпия
- 1929 Клуб Атлетико Олимпия
- 1930 Спортинг Монтевидео
- 1931 Клуб Атлетико Атенас
- 1932 Спортинг Монтевидео
- 1933 Спортинг Монтевидео
- 1934 Спортинг Монтевидео
- 1935 Насьональ
- 1936 Спортинг Монтевидео
- 1937 Насьональ (2)
- 1938 Спортинг Монтевидео
- 1939 Клуб Атлетико Гоэс
- 1940 Клуб Атлетико Агуада
- 1941 Клуб Атлетико Агуада
- 1942 Клуб Атлетико Агуада
- 1943 Клуб Атлетико Агуада
- 1944 Пеньяроль
- 1945 Клуб Троувилье
- 1946 Клуб Атлетико Олимпия
- 1947 Клуб Атлетико Гоэс
- 1948 Клуб Атлетико Агуада
- 1949 Спортинг Монтевидео
- 1950 Спортинг Монтевидео
- 1951 Спортинг Монтевидео
- 1952 Пеньяроль
- 1953 Клуб Атлетико Уэлком
- 1954 Стоккольмо (1)
- 1955 Спортинг Монтевидео
- 1956 Клуб Атлетико Уэлком
- 1957 Клуб Атлетико Уэлком
- 1958 Клуб Атлетико Гоэс
- 1959 Клуб Атлетико Гоэс (4)
- 1960 Клуб Атлетико Табаре
- 1961 Клуб Атлетико Табаре
- 1962 Клуб Атлетико Табаре
- 1963 Боэмиос
- 1964 Клуб Атлетико Табаре
- 1965 Клуб Атлетико Олимпия
- 1966 Клуб Атлетико Уэлком
- 1967 Клуб Атлетико Уэлком
- 1968 Клуб Атлетико Табаре (5)
- 1969 Клуб Атлетико Атенас (6)
- 1970 Клуб Атлетико Олимпия
- 1971 Клуб Атлетико Олимпия
- 1972 Клуб Атлетико Олимпия (8)
- 1973 Пеньяроль
- 1974 Клуб Атлетико Агуада
- 1975 Эбрайка и Макаби
- 1976 Клуб Атлетико Агуада (7)
- 1977 Эбрайка и Макаби
- 1978 Пеньяроль
- 1979 Пеньяроль
- 1980 Спортинг Монтевидео
- 1981 Боэмиос
- 1982 Пеньяроль (5)
- 1983 Боэмиос
- 1984 Боэмиос
- 1985 Спортинг Монтевидео
- 1986 Атлетико Кордон
- 1987 Боэмиос (5)
- 1988 Клуб Бигуа
- 1989 Клуб Бигуа
- 1990 Клуб Бигуа
- 1991 Клуб Атлетико Кордон
- 1992 Клуб Атлетико Кордон
- 1993 Клуб Атлетико Кордон
- 1994 Эбрайка и Макаби
- 1995 Клуб Атлетико Кордон
- 1996 Клуб Атлетико Кордон
- 1997 Клуб Атлетико Уэлком
- 1998 Клуб Атлетико Уэлком
- 1999 Клуб Атлетико Уэлком (9)
- 2000 не проводился
- 2001 Клуб Атлетико Кордон
- 2002 Клуб Атлетико Кордон (8)
- 2003 Дефенсор Спортинг

Уругвайская лига (Liga Uruguaya).
- 2003 Дефенсор Спортинг
- 2004 Дефенсор Спортинг
- 2005 Сальто Уругвай (1)
- 2006 Клуб Троувилье (2)
- 2007 Клуб Мальвин
- 2008 Клуб Бигуа
- 2009 Клуб Бигуа (5)
- 2010 Дефенсор Спортинг (20)
- 2011 Клуб Мальвин (2)
- 2012 Эбрайка и Макаби (4)

## Достижения клубов
- Дефенсор Спортинг — 20[1]
- Клуб Атлетико Уэлком — 9
- Клуб Атлетико Кордон — 8
- Клуб Атлетико Олимпия — 8
- Клуб Атлетико Агуада — 7
- Клуб Атлетико Атенас (Монтевидео) — 6
- Пеньяроль — 5
- Клуб Бигуа — 5
- Боэмиос — 5
- Клуб Атлетико Табаре — 5
- Клуб Атлетико Гоэс — 4
- Эбрайка и Макаби — 4
- Насьональ — 2
- Клуб Мальвин — 2
- Клуб Троувилье — 2
- Сальто Уругвай (Сальто) — 1
- Стоккольмо — 1
- Клуб Унион Атлетика — 1
- АКХ[2] Монтевидео — 1
- Пласа Депортес № 3[3] — 1
- АУС[4] Монтевидео (1)